# Paragathotanais vikingus
Paragathotanais vikingus is een naaldkreeftjessoort uit de familie van de Agathotanaidae. De wetenschappelijke naam van de soort is voor het eerst geldig gepubliceerd in 2010 door Bird.